# 無斑柱頜針魚
無斑柱頜針魚，又稱台灣圓尾鶴鱵為輻鰭魚綱鶴鱵目鶴鱵亞目鶴鱵科的一個種。

## 分布
本魚分布於西太平洋區，包括南海、台灣、澳洲、新幾內亞等海域。

## 深度
水深0至10公尺。

## 特徵
本魚口裂大，上下頷等長，牙齒呈針狀。魚體背部綠色，體側銀色，腹部則白色；在主鰓蓋骨與前鰓蓋骨間有一黑帶；胸鰭黑色但末端黃色。體略側扁且延長，上下頷細長如喙，具細齒。側線低，近腹緣，體被細鱗，背前鱗數130至180枚，胸鰭、腹鰭短小，尾鰭截平，背鰭位於臀鰭第7至10軟條基底之上方，具軟條17至21枚，臀鰭軟條23至25枚。體長可達100公分。另外，其牙齒銳利需小心咬傷。

## 生態
為熱帶海域表層性的肉食性魚類，常成群出現在河口及紅樹林地區。本種魚可洄溯至河川下游，有時還會躍出水面以尾鰭擊水前進，以沙丁魚及銀漢魚為食。

## 經濟利用
食用魚，以炭火慢烤，待熟後擠檸檬汁於魚體上，鮮美可口或煮薑絲清湯，味更美。因口中常有寄生蟲寄生，在處理時，應將頭部去除。

## 扩展阅读
維基物種上的相關：無斑柱頜針魚